# Gran Premio di superbike d'Aragona 2022
Il Gran Premio di superbike d'Aragona 2022 è stato la prima prova del mondiale superbike del 2022. Nello stesso fine settimana si sono corsi anche la prima prova del campionato mondiale Supersport e del campionato mondiale Supersport 300.
I risultati delle gare hanno visto vincere, per quel che concerne il mondiale Superbike: Jonathan Rea in gara 1 e Álvaro Bautista in gara Superpole e in gara 2.
Le gare del mondiale Supersport sono state vinte da: Lorenzo Baldassarri in gara 1  e Dominique Aegerter in gara 2,. Per Baldassarri si tratta della prima vittoria nel mondiale Supersport, giunta nella sua prima gara corsa in questo campionato.
Le gare del mondiale Supersport 300 sono andate a Marc García in gara 1  e Álvaro Díaz in gara 2.

## Superbike gara 1

### Arrivati al traguardo
| Pos. | Nº | Pilota                | Squadra                   | Motocicletta        | Giri | Tempo     | Griglia | Punti |
| ---- | -- | --------------------- | ------------------------- | ------------------- | ---- | --------- | ------- | ----- |
| 1º   | 65 | Jonathan Rea          | Kawasaki Racing           | Kawasaki ZX-10RR    | 18   | 33'13.308 | 3º      | 25    |
| 2º   | 19 | Álvaro Bautista       | Aruba.it Racing - Ducati  | Ducati Panigale V4R | 18   | +0.090    | 2º      | 20    |
| 3º   | 1  | Toprak Razgatlıoğlu   | Pata Yamaha with Brixx    | Yamaha YZF R1       | 18   | +5.416    | 1º      | 16    |
| 4º   | 21 | Michael Ruben Rinaldi | Aruba.it Racing - Ducati  | Ducati Panigale V4R | 18   | +10.272   | 4º      | 13    |
| 5º   | 55 | Andrea Locatelli      | Pata Yamaha with Brixx    | Yamaha YZF R1       | 18   | +15.767   | 6º      | 11    |
| 6º   | 7  | Iker Lecuona          | Team HRC                  | Honda CBR1000 RR-R  | 18   | +18.760   | 7º      | 10    |
| 7º   | 97 | Xavi Vierge           | Team HRC                  | Honda CBR1000 RR-R  | 18   | +21.521   | 13º     | 9     |
| 8º   | 37 | Ilya Mikhalchik       | BMW Motorrad              | BMW M1000RR         | 18   | +21.605   | 8º      | 8     |
| 9º   | 31 | Garrett Gerloff       | GYTR GRT Yamaha           | Yamaha YZF R1       | 18   | +21.946   | 11º     | 7     |
| 10º  | 50 | Eugene Laverty        | Bonovo Action BMW         | BMW M1000RR         | 18   | +25.346   | 14º     | 6     |
| 11º  | 76 | Loris Baz             | Bonovo Action BMW         | BMW M1000RR         | 18   | +25.927   | 10º     | 5     |
| 12º  | 29 | Luca Bernardi         | Barni Spark Racing        | Ducati Panigale V4R | 18   | +28.460   | 18º     | 4     |
| 13º  | 5  | Philipp Öttl          | Team Goeleven             | Ducati Panigale V4R | 18   | +28.728   | 12º     | 3     |
| 14º  | 44 | Lucas Mahias          | Kawasaki Puccetti Racing  | Kawasaki ZX-10RR    | 18   | +29.117   | 17º     | 2     |
| 15º  | 45 | Scott Redding         | BMW Motorrad              | BMW M1000RR         | 18   | +29.637   | 16º     | 1     |
| 16º  | 47 | Axel Bassani          | Motocorsa Racing          | Ducati Panigale V4R | 18   | +30.861   | 9º      |       |
| 17º  | 2  | Roberto Tamburini     | Yamaha Motoxracing        | Yamaha YZF R1       | 18   | +31.463   | 15º     |       |
| 18º  | 3  | Kōta Nozane           | GYTR GRT Yamaha           | Yamaha YZF R1       | 18   | +33.158   | 19º     |       |
| 19º  | 23 | Christophe Ponsson    | Gil Motor Sport-Yamaha    | Yamaha YZF R1       | 18   | +53.223   | 21º     |       |
| 20º  | 36 | Leandro Mercado       | MIE Racing Honda          | Honda CBR1000 RR-R  | 18   | +56.013   | 22º     |       |
| 21º  | 35 | Hafizh Syahrin        | MIE Racing Honda          | Honda CBR1000 RR-R  | 18   | +58.036   | 23º     |       |
| 22º  | 52 | Oliver König          | Orelac Racing Verdnatura  | Kawasaki ZX-10RR    | 18   | +1'08.037 | 25º     |       |
| 23º  | 84 | Loris Cresson         | TPR Team Pedercini Racing | Kawasaki ZX-10RR    | 18   | +1'16.388 | 24º     |       |

### Ritirati
| Nº | Pilota        | Squadra         | Motocicletta     | Giri | Griglia |
| -- | ------------- | --------------- | ---------------- | ---- | ------- |
| 22 | Alex Lowes    | Kawasaki Racing | Kawasaki ZX-10RR | 6    | 5º      |
| 16 | Gabriele Ruiu | Bmax Racing     | BMW M1000RR      | 4    | 20º     |

## Superbike gara Superpole

### Arrivati al traguardo
| Pos. | Nº | Pilota                | Squadra                   | Motocicletta        | Giri | Tempo     | Griglia | Punti |
| ---- | -- | --------------------- | ------------------------- | ------------------- | ---- | --------- | ------- | ----- |
| 1º   | 19 | Álvaro Bautista       | Aruba.it Racing - Ducati  | Ducati Panigale V4R | 10   | 18'19.201 | 2º      | 12    |
| 2º   | 65 | Jonathan Rea          | Kawasaki Racing           | Kawasaki ZX-10RR    | 10   | +5.141    | 3º      | 9     |
| 3º   | 1  | Toprak Razgatlıoğlu   | Pata Yamaha with Brixx    | Yamaha YZF R1       | 10   | +6.008    | 1º      | 7     |
| 4º   | 21 | Michael Ruben Rinaldi | Aruba.it Racing - Ducati  | Ducati Panigale V4R | 10   | +6.067    | 4º      | 6     |
| 5º   | 55 | Andrea Locatelli      | Pata Yamaha with Brixx    | Yamaha YZF R1       | 10   | +7.532    | 6º      | 5     |
| 6º   | 22 | Alex Lowes            | Kawasaki Racing           | Kawasaki ZX-10RR    | 10   | +7.623    | 5º      | 4     |
| 7º   | 47 | Axel Bassani          | Motocorsa Racing          | Ducati Panigale V4R | 10   | +8.801    | 9º      | 3     |
| 8º   | 7  | Iker Lecuona          | Team HRC                  | Honda CBR1000 RR-R  | 10   | +10.127   | 7º      | 2     |
| 9º   | 97 | Xavi Vierge           | Team HRC                  | Honda CBR1000 RR-R  | 10   | +11.414   | 13º     | 1     |
| 10º  | 31 | Garrett Gerloff       | GYTR GRT Yamaha           | Yamaha YZF R1       | 10   | +11.476   | 11º     |       |
| 11º  | 50 | Eugene Laverty        | Bonovo Action BMW         | BMW M1000RR         | 10   | +13.795   | 14º     |       |
| 12º  | 45 | Scott Redding         | BMW Motorrad              | BMW M1000RR         | 10   | +15.408   | 16º     |       |
| 13º  | 76 | Loris Baz             | Bonovo Action BMW         | BMW M1000RR         | 10   | +15.564   | 10º     |       |
| 14º  | 44 | Lucas Mahias          | Kawasaki Puccetti Racing  | Kawasaki ZX-10RR    | 10   | +18.529   | 17º     |       |
| 15º  | 2  | Roberto Tamburini     | Yamaha Motoxracing        | Yamaha YZF R1       | 10   | +22.786   | 15º     |       |
| 16º  | 5  | Philipp Öttl          | Team Goeleven             | Ducati Panigale V4R | 10   | +22.818   | 12º     |       |
| 17º  | 29 | Luca Bernardi         | Barni Spark Racing        | Ducati Panigale V4R | 10   | +24.011   | 18º     |       |
| 18º  | 3  | Kōta Nozane           | GYTR GRT Yamaha           | Yamaha YZF R1       | 10   | +25.367   | 19º     |       |
| 19º  | 16 | Gabriele Ruiu         | Bmax Racing               | BMW M1000RR         | 10   | +32.598   | 20º     |       |
| 20º  | 36 | Leandro Mercado       | MIE Racing Honda          | Honda CBR1000 RR-R  | 10   | +32.661   | 22º     |       |
| 21º  | 23 | Christophe Ponsson    | Gil Motor Sport-Yamaha    | Yamaha YZF R1       | 10   | +35.858   | 21º     |       |
| 22º  | 35 | Hafizh Syahrin        | MIE Racing Honda          | Honda CBR1000 RR-R  | 10   | +36.631   | 23º     |       |
| 23º  | 52 | Oliver König          | Orelac Racing Verdnatura  | Kawasaki ZX-10RR    | 10   | +37.920   | 25º     |       |
| 24º  | 84 | Loris Cresson         | TPR Team Pedercini Racing | Kawasaki ZX-10RR    | 10   | +37.980   | 24º     |       |

### Ritirato
| Nº | Pilota          | Squadra      | Motocicletta | Giri | Griglia |
| -- | --------------- | ------------ | ------------ | ---- | ------- |
| 37 | Ilya Mikhalchik | BMW Motorrad | BMW M1000RR  | 4    | 8º      |

## Superbike gara 2

### Arrivati al traguardo
| Pos. | Nº | Pilota                | Squadra                   | Motocicletta        | Giri | Tempo     | Griglia | Punti |
| ---- | -- | --------------------- | ------------------------- | ------------------- | ---- | --------- | ------- | ----- |
| 1º   | 19 | Álvaro Bautista       | Aruba.it Racing - Ducati  | Ducati Panigale V4R | 18   | 33'17.081 | 1º      | 25    |
| 2º   | 65 | Jonathan Rea          | Kawasaki Racing           | Kawasaki ZX-10RR    | 18   | +4.393    | 2º      | 20    |
| 3º   | 1  | Toprak Razgatlıoğlu   | Pata Yamaha with Brixx    | Yamaha YZF R1       | 18   | +6.223    | 3º      | 16    |
| 4º   | 21 | Michael Ruben Rinaldi | Aruba.it Racing - Ducati  | Ducati Panigale V4R | 18   | +8.817    | 4º      | 13    |
| 5º   | 22 | Alex Lowes            | Kawasaki Racing           | Kawasaki ZX-10RR    | 18   | +12.247   | 6º      | 11    |
| 6º   | 47 | Axel Bassani          | Motocorsa Racing          | Ducati Panigale V4R | 18   | +15.775   | 7º      | 10    |
| 7º   | 76 | Loris Baz             | Bonovo Action BMW         | BMW M1000RR         | 18   | +23.925   | 11º     | 9     |
| 8º   | 97 | Xavi Vierge           | Team HRC                  | Honda CBR1000 RR-R  | 18   | +24.790   | 9º      | 8     |
| 9º   | 31 | Garrett Gerloff       | GYTR GRT Yamaha           | Yamaha YZF R1       | 18   | +25.406   | 12º     | 7     |
| 10º  | 7  | Iker Lecuona          | Team HRC                  | Honda CBR1000 RR-R  | 18   | +25.570   | 8º      | 6     |
| 11º  | 44 | Lucas Mahias          | Kawasaki Puccetti Racing  | Kawasaki ZX-10RR    | 18   | +27.641   | 17º     | 5     |
| 12º  | 50 | Eugene Laverty        | Bonovo Action BMW         | BMW M1000RR         | 18   | +28.867   | 14º     | 4     |
| 13º  | 5  | Philipp Öttl          | Team Goeleven             | Ducati Panigale V4R | 18   | +29.325   | 13º     | 3     |
| 14º  | 2  | Roberto Tamburini     | Yamaha Motoxracing        | Yamaha YZF R1       | 18   | +29.555   | 15º     | 2     |
| 15º  | 37 | Ilya Mikhalchik       | BMW Motorrad              | BMW M1000RR         | 18   | +31.843   | 10º     | 1     |
| 16º  | 29 | Luca Bernardi         | Barni Spark Racing        | Ducati Panigale V4R | 18   | +43.246   | 18º     |       |
| 17º  | 16 | Gabriele Ruiu         | Bmax Racing               | BMW M1000RR         | 18   | +45.734   | 20º     |       |
| 18º  | 23 | Christophe Ponsson    | Gil Motor Sport-Yamaha    | Yamaha YZF R1       | 18   | +46.349   | 21º     |       |
| 19º  | 55 | Andrea Locatelli      | Pata Yamaha with Brixx    | Yamaha YZF R1       | 18   | +55.354   | 5º      |       |
| 20º  | 35 | Hafizh Syahrin        | MIE Racing Honda          | Honda CBR1000 RR-R  | 18   | +59.398   | 23º     |       |
| 21º  | 36 | Leandro Mercado       | MIE Racing Honda          | Honda CBR1000 RR-R  | 18   | +1'01.009 | 22º     |       |
| 22º  | 52 | Oliver König          | Orelac Racing Verdnatura  | Kawasaki ZX-10RR    | 18   | +1'07.061 | 25º     |       |
| 23º  | 84 | Loris Cresson         | TPR Team Pedercini Racing | Kawasaki ZX-10RR    | 18   | +1'18.230 | 24º     |       |

### Ritirati
| Nº | Pilota        | Squadra         | Motocicletta  | Giri | Griglia |
| -- | ------------- | --------------- | ------------- | ---- | ------- |
| 3  | Kōta Nozane   | GYTR GRT Yamaha | Yamaha YZF R1 | 13   | 19º     |
| 45 | Scott Redding | BMW Motorrad    | BMW M1000RR   | 11   | 16º     |

## Supersport gara 1

### Arrivati al traguardo
| Pos. | Nº | Pilota               | Squadra                    | Motocicletta             | Giri | Tempo     | Griglia | Punti |
| ---- | -- | -------------------- | -------------------------- | ------------------------ | ---- | --------- | ------- | ----- |
| 1º   | 7  | Lorenzo Baldassarri  | Evan Bros. Yamaha          | Yamaha YZF R6            | 15   | 28'38.988 | 1º      | 25    |
| 2º   | 77 | Dominique Aegerter   | Ten Kate Racing Yamaha     | Yamaha YZF R6            | 15   | +0.239    | 2º      | 20    |
| 3º   | 61 | Can Öncü             | Kawasaki Puccetti Racing   | Kawasaki ZX-6R           | 15   | +1.165    | 3º      | 16    |
| 4º   | 28 | Glenn van Straalen   | EAB Racing                 | Yamaha YZF R6            | 15   | +6.875    | 5º      | 13    |
| 5º   | 11 | Nicolò Bulega        | Aruba.it Racing            | Ducati Panigale V2       | 15   | +9.092    | 4º      | 11    |
| 6º   | 66 | Niki Tuuli           | MV Agusta Reparto Corse    | MV Agusta F3 800 RR      | 15   | +10.194   | 10º     | 10    |
| 7º   | 62 | Stefano Manzi        | Dynavolt Triumph           | Triumph Street Triple RS | 15   | +15.494   | 13º     | 9     |
| 8º   | 64 | Federico Caricasulo  | Althea Racing              | Ducati Panigale V2       | 15   | +15.529   | 7º      | 8     |
| 9º   | 99 | Adrián Huertas       | MTM Kawasaki               | Kawasaki ZX-6R           | 15   | +16.730   | 14º     | 7     |
| 10º  | 52 | Patrick Hobelsberger | Kallio Racing              | Yamaha YZF R6            | 15   | +23.513   | 19º     | 6     |
| 11º  | 38 | Hannes Soomer        | Dynavolt Triumph           | Triumph Street Triple RS | 15   | +23.775   | 12º     | 5     |
| 12º  | 54 | Bahattin Sofuoğlu    | MV Agusta Reparto Corse    | MV Agusta F3 800 RR      | 15   | +23.939   | 25º     | 4     |
| 13º  | 69 | Tom Booth-Amos       | Prodina Racing             | Kawasaki ZX-6R           | 15   | +24.983   | 11º     | 3     |
| 14º  | 56 | Péter Sebestyén      | Evan Bros. Yamaha          | Yamaha YZF R6            | 15   | +25.543   | 17º     | 2     |
| 15º  | 94 | Andy Verdoïa         | GMT94 Yamaha               | Yamaha YZF R6            | 15   | +26.108   | 15º     | 1     |
| 16º  | 3  | Raffaele De Rosa     | Orelac Racing VerdNatura   | Ducati Panigale V2       | 15   | +26.190   | 21º     |       |
| 17º  | 25 | Marcel Brenner       | VFT Racing                 | Yamaha YZF R6            | 15   | +26.389   | 6º      |       |
| 18º  | 24 | Leonardo Taccini     | Ten Kate Racing Yamaha     | Yamaha YZF R6            | 15   | +26.868   | 22º     |       |
| 19º  | 16 | Jules Cluzel         | GMT94 Yamaha               | Yamaha YZF R6            | 15   | +39.919   | 8º      |       |
| 20º  | 17 | Kyle Smith           | VFT Racing                 | Yamaha YZF R6            | 15   | +41.545   | 18º     |       |
| 21º  | 32 | Oliver Bayliss       | Barni Spark Racing         | Ducati Panigale V2       | 15   | +42.845   | 26º     |       |
| 22º  | 73 | Maximilian Kofler    | CM Racing                  | Ducati Panigale V2       | 15   | +42.966   | 23º     |       |
| 23º  | 12 | Filippo Fuligni      | D34G Racing                | Ducati Panigale V2       | 15   | +44.255   | 27º     |       |
| 24º  | 50 | Ondřej Vostatek      | MS Racing Yamaha           | Yamaha YZF R6            | 15   | +45.631   | 24º     |       |
| 25º  | 88 | Alessandro Zetti     | Kallio Racing              | Yamaha YZF R6            | 15   | +46.846   | 28º     |       |
| 26º  | 15 | Eugene McManus       | Motozoo Racing by Puccetti | Kawasaki ZX-6R           | 15   | +1'10.416 | 29º     |       |
| 27º  | 10 | Unai Orradre         | MS Racing Yamaha           | Yamaha YZF R6            | 13   | +2 giri   | 20º     |       |

### Ritirati
| Nº | Pilota        | Squadra                    | Motocicletta   | Giri | Griglia |
| -- | ------------- | -------------------------- | -------------- | ---- | ------- |
| 6  | Jeffrey Buis  | Motozoo Racing by Puccetti | Kawasaki ZX-6R | 6    | 16º     |
| 55 | Yari Montella | Kawasaki Puccetti Racing   | Kawasaki ZX-6R | 3    | 9º      |

## Supersport gara 2

### Arrivati al traguardo
| Pos. | Nº | Pilota               | Squadra                    | Motocicletta             | Giri | Tempo     | Griglia | Punti |
| ---- | -- | -------------------- | -------------------------- | ------------------------ | ---- | --------- | ------- | ----- |
| 1º   | 77 | Dominique Aegerter   | Ten Kate Racing Yamaha     | Yamaha YZF R6            | 15   | 28'36.096 | 2º      | 25    |
| 2º   | 7  | Lorenzo Baldassarri  | Evan Bros. Yamaha          | Yamaha YZF R6            | 15   | +0.030    | 1º      | 20    |
| 3º   | 11 | Nicolò Bulega        | Aruba.it Racing            | Ducati Panigale V2       | 15   | +7.587    | 4º      | 16    |
| 4º   | 28 | Glenn van Straalen   | EAB Racing                 | Yamaha YZF R6            | 15   | +8.012    | 5º      | 13    |
| 5º   | 66 | Niki Tuuli           | MV Agusta Reparto Corse    | MV Agusta F3 800 RR      | 15   | +11.276   | 10º     | 11    |
| 6º   | 16 | Jules Cluzel         | GMT94 Yamaha               | Yamaha YZF R6            | 15   | +13.050   | 8º      | 10    |
| 7º   | 55 | Yari Montella        | Kawasaki Puccetti Racing   | Kawasaki ZX-6R           | 15   | +15.732   | 9º      | 9     |
| 8º   | 62 | Stefano Manzi        | Dynavolt Triumph           | Triumph Street Triple RS | 15   | +16.573   | 13º     | 8     |
| 9º   | 3  | Raffaele De Rosa     | Orelac Racing VerdNatura   | Ducati Panigale V2       | 15   | +20.078   | 21º     | 7     |
| 10º  | 38 | Hannes Soomer        | Dynavolt Triumph           | Triumph Street Triple RS | 15   | +20.227   | 12º     | 6     |
| 11º  | 99 | Adrián Huertas       | MTM Kawasaki               | Kawasaki ZX-6R           | 15   | +20.335   | 14º     | 5     |
| 12º  | 64 | Federico Caricasulo  | Althea Racing              | Ducati Panigale V2       | 15   | +21.650   | 7º      | 4     |
| 13º  | 52 | Patrick Hobelsberger | Kallio Racing              | Yamaha YZF R6            | 15   | +23.160   | 19º     | 3     |
| 14º  | 54 | Bahattin Sofuoğlu    | MV Agusta Reparto Corse    | MV Agusta F3 800 RR      | 15   | +26.731   | 25º     | 2     |
| 15º  | 69 | Tom Booth-Amos       | Prodina Racing             | Kawasaki ZX-6R           | 15   | +29.510   | 11º     | 1     |
| 16º  | 94 | Andy Verdoïa         | GMT94 Yamaha               | Yamaha YZF R6            | 15   | +29.529   | 15º     |       |
| 17º  | 10 | Unai Orradre         | MS Racing Yamaha           | Yamaha YZF R6            | 15   | +32.289   | 20º     |       |
| 18º  | 6  | Jeffrey Buis         | Motozoo Racing by Puccetti | Kawasaki ZX-6R           | 15   | +33.628   | 16º     |       |
| 19º  | 32 | Oliver Bayliss       | Barni Spark Racing         | Ducati Panigale V2       | 15   | +33.930   | 26º     |       |
| 20º  | 17 | Kyle Smith           | VFT Racing                 | Yamaha YZF R6            | 15   | +33.939   | 18º     |       |
| 21º  | 12 | Filippo Fuligni      | D34G Racing                | Ducati Panigale V2       | 15   | +43.001   | 27º     |       |
| 22º  | 50 | Ondřej Vostatek      | MS Racing Yamaha           | Yamaha YZF R6            | 15   | +43.509   | 24º     |       |
| 23º  | 15 | Eugene McManus       | Motozoo Racing by Puccetti | Kawasaki ZX-6R           | 15   | +59.819   | 29º     |       |

### Ritirati
| Nº | Pilota            | Squadra                  | Motocicletta       | Giri | Griglia |
| -- | ----------------- | ------------------------ | ------------------ | ---- | ------- |
| 61 | Can Öncü          | Kawasaki Puccetti Racing | Kawasaki ZX-6R     | 14   | 3º      |
| 24 | Leonardo Taccini  | Ten Kate Racing Yamaha   | Yamaha YZF R6      | 12   | 22º     |
| 56 | Péter Sebestyén   | Evan Bros. Yamaha        | Yamaha YZF R6      | 10   | 17º     |
| 73 | Maximilian Kofler | CM Racing                | Ducati Panigale V2 | 10   | 23º     |
| 25 | Marcel Brenner    | VFT Racing               | Yamaha YZF R6      | 1    | 6º      |
| 88 | Alessandro Zetti  | Kallio Racing            | Yamaha YZF R6      | 0    | 28º     |

## Supersport 300 gara 1

### Arrivati al traguardo
| Pos. | Nº | Pilota                 | Squadra                                | Motocicletta       | Giri | Tempo     | Griglia | Punti |
| ---- | -- | ---------------------- | -------------------------------------- | ------------------ | ---- | --------- | ------- | ----- |
| 1º   | 41 | Marc García            | Yamaha MS Racing                       | Yamaha YZF-R3      | 12   | 25'26.485 | 1º      | 25    |
| 2º   | 27 | Álvaro Díaz            | Arco Motor University                  | Yamaha YZF-R3      | 12   | +4.479    | 3º      | 20    |
| 3º   | 28 | Lennox Lehmann         | Freudenberg KTM - Paligo Racing        | KTM RC 390 R       | 12   | +9.236    | 25º     | 16    |
| 4º   | 72 | Victor Steeman         | MTM Kawasaki                           | Kawasaki Ninja 400 | 12   | +9.281    | 4º      | 13    |
| 5º   | 61 | Yuta Okaya             | MTM Kawasaki                           | Kawasaki Ninja 400 | 12   | +9.388    | 5º      | 11    |
| 6º   | 58 | Iñigo Iglesias         | SMW Racing                             | Kawasaki Ninja 400 | 12   | +9.862    | 2º      | 10    |
| 7º   | 91 | Matteo Vannucci        | AG Motorsport Italia Yamaha            | Yamaha YZF-R3      | 12   | +10.450   | 11º     | 9     |
| 8º   | 26 | Mirko Gennai           | BrCorse                                | Yamaha YZF-R3      | 12   | +10.518   | 21º     | 8     |
| 9º   | 93 | Marco Gaggi            | Viñales Racing                         | Yamaha YZF-R3      | 12   | +10.522   | 7º      | 7     |
| 10º  | 8  | Bruno Ieraci           | Prodina Racing                         | Kawasaki Ninja 400 | 12   | +10.523   | 15º     | 6     |
| 11º  | 2  | Iker García            | Yamaha MS Racing                       | Yamaha YZF-R3      | 12   | +10.671   | 17º     | 5     |
| 12º  | 64 | Hugo De Cancellis      | Prodina Racing                         | Kawasaki Ninja 400 | 12   | +15.059   | 6º      | 4     |
| 13º  | 87 | Eliton Gohara Kawakami | AD78 Team Brasil by MS Racing          | Yamaha YZF-R3      | 12   | +15.107   | 13º     | 3     |
| 14º  | 46 | Samuel Di Sora         | Leader Team Flembbo                    | Kawasaki Ninja 400 | 12   | +15.306   | 12º     | 2     |
| 15º  | 85 | Kevin Sabatucci        | Kawasaki GP Project                    | Kawasaki Ninja 400 | 12   | +15.367   | 16º     | 1     |
| 16º  | 14 | Alex Millán            | SMW Racing                             | Kawasaki Ninja 400 | 12   | +15.446   | 24º     |       |
| 17º  | 60 | Dirk Geiger            | Füsport-RT Motorsports by SKM-Kawasaki | Kawasaki Ninja 400 | 12   | +15.480   | 8º      |       |
| 18º  | 12 | Humberto Maier         | AD78 Team Brasil by MS Racing          | Yamaha YZF-R3      | 12   | +23.259   | 10º     |       |
| 19º  | 53 | Petr Svoboda           | Accolade Smrz Racing                   | Kawasaki Ninja 400 | 12   | +23.350   | 23º     |       |
| 20º  | 47 | Fenton Seabright       | Viñales Racing                         | Yamaha YZF-R3      | 12   | +23.361   | 22º     |       |
| 21º  | 88 | Daniel Mogeda          | Team#109 Kawasaki                      | Kawasaki Ninja 400 | 12   | +38.745   | 29º     |       |
| 22º  | 35 | Yeray Saiz Marquez     | Accolade Smrz Racing                   | Kawasaki Ninja 400 | 12   | +38.819   | 28º     |       |
| 23º  | 34 | Gašper Hudovernik      | Team Trasimeno                         | Yamaha YZF-R3      | 12   | +50.509   | 30º     |       |
| 24º  | 18 | Indy Offer             | BrCorse                                | Yamaha YZF-R3      | 12   | +1'12.105 | 31º     |       |

### Ritirati
| Nº | Pilota              | Squadra                                | Motocicletta       | Giri | Griglia |
| -- | ------------------- | -------------------------------------- | ------------------ | ---- | ------- |
| 77 | Ruben Bijman        | MTM Kawasaki                           | Kawasaki Ninja 400 | 9    | 9º      |
| 80 | Gabriele Mastroluca | ProGP Racing                           | Yamaha YZF-R3      | 7    | 18º     |
| 23 | Sylvain Markarian   | Leader Team Flembbo                    | Kawasaki Ninja 400 | 3    | 19º     |
| 43 | Harry Khouri        | Team#109 Kawasaki                      | Kawasaki Ninja 400 | 2    | 26º     |
| 19 | Víctor Rodríguez    | 2R Racing                              | Kawasaki Ninja 400 | 1    | 20º     |
| 59 | Alessandro Zanca    | Kawasaki GP Project                    | Kawasaki Ninja 400 | 1    | 27º     |
| 69 | Troy Alberto        | Füsport-RT Motorsports by SKM-Kawasaki | Kawasaki Ninja 400 | 0    | 14º     |

## Supersport 300 gara 2

### Arrivati al traguardo
| Pos. | Nº | Pilota                 | Squadra                                | Motocicletta       | Giri | Tempo     | Griglia | Punti |
| ---- | -- | ---------------------- | -------------------------------------- | ------------------ | ---- | --------- | ------- | ----- |
| 1º   | 27 | Álvaro Díaz            | Arco Motor University                  | Yamaha YZF-R3      | 12   | 25'37.108 | 3º      | 25    |
| 2º   | 41 | Marc García            | Yamaha MS Racing                       | Yamaha YZF-R3      | 12   | +3.591    | 1º      | 20    |
| 3º   | 28 | Lennox Lehmann         | Freudenberg KTM - Paligo Racing        | KTM RC 390 R       | 12   | +3.632    | 24º     | 16    |
| 4º   | 8  | Bruno Ieraci           | Prodina Racing                         | Kawasaki Ninja 400 | 12   | +3.667    | 15º     | 13    |
| 5º   | 58 | Iñigo Iglesias         | SMW Racing                             | Kawasaki Ninja 400 | 12   | +3.915    | 2º      | 11    |
| 6º   | 26 | Mirko Gennai           | BrCorse                                | Yamaha YZF-R3      | 12   | +3.971    | 21º     | 10    |
| 7º   | 46 | Samuel Di Sora         | Leader Team Flembbo                    | Kawasaki Ninja 400 | 12   | +4.133    | 12º     | 9     |
| 8º   | 87 | Eliton Gohara Kawakami | AD78 Team Brasil by MS Racing          | Yamaha YZF-R3      | 12   | +4.149    | 13º     | 8     |
| 9º   | 85 | Kevin Sabatucci        | Kawasaki GP Project                    | Kawasaki Ninja 400 | 12   | +4.394    | 16º     | 7     |
| 10º  | 93 | Marco Gaggi            | Viñales Racing                         | Yamaha YZF-R3      | 12   | +4.441    | 7º      | 6     |
| 11º  | 53 | Petr Svoboda           | Accolade Smrz Racing                   | Kawasaki Ninja 400 | 12   | +4.611    | 23º     | 5     |
| 12º  | 64 | Hugo De Cancellis      | Prodina Racing                         | Kawasaki Ninja 400 | 12   | +4.639    | 6º      | 4     |
| 13º  | 60 | Dirk Geiger            | Füsport-RT Motorsports by SKM-Kawasaki | Kawasaki Ninja 400 | 12   | +4.700    | 8º      | 3     |
| 14º  | 47 | Fenton Seabright       | Viñales Racing                         | Yamaha YZF-R3      | 12   | +14.613   | 22º     | 2     |
| 15º  | 80 | Gabriele Mastroluca    | ProGP Racing                           | Yamaha YZF-R3      | 12   | +14.687   | 18º     | 1     |
| 16º  | 59 | Alessandro Zanca       | Kawasaki GP Project                    | Kawasaki Ninja 400 | 12   | +14.764   | 26º     |       |
| 17º  | 88 | Daniel Mogeda          | Team#109 Kawasaki                      | Kawasaki Ninja 400 | 12   | +14.856   | 28º     |       |
| 18º  | 43 | Harry Khouri           | Team#109 Kawasaki                      | Kawasaki Ninja 400 | 12   | +14.940   | 25º     |       |
| 19º  | 35 | Yeray Saiz Marquez     | Accolade Smrz Racing                   | Kawasaki Ninja 400 | 12   | +14.960   | 27º     |       |
| 20º  | 69 | Troy Alberto           | Füsport-RT Motorsports by SKM-Kawasaki | Kawasaki Ninja 400 | 12   | +15.011   | 14º     |       |
| 21º  | 72 | Victor Steeman         | MTM Kawasaki                           | Kawasaki Ninja 400 | 12   | +42.361   | 4º      |       |
| 22º  | 18 | Indy Offer             | BrCorse                                | Yamaha YZF-R3      | 12   | +1'05.288 | 30º     |       |

### Ritirati
| Nº | Pilota            | Squadra                       | Motocicletta       | Giri | Griglia |
| -- | ----------------- | ----------------------------- | ------------------ | ---- | ------- |
| 61 | Yuta Okaya        | MTM Kawasaki                  | Kawasaki Ninja 400 | 11   | 5º      |
| 77 | Ruben Bijman      | MTM Kawasaki                  | Kawasaki Ninja 400 | 11   | 9º      |
| 91 | Matteo Vannucci   | AG Motorsport Italia Yamaha   | Yamaha YZF-R3      | 11   | 11º     |
| 19 | Víctor Rodríguez  | 2R Racing                     | Kawasaki Ninja 400 | 11   | 20º     |
| 12 | Humberto Maier    | AD78 Team Brasil by MS Racing | Yamaha YZF-R3      | 8    | 10º     |
| 23 | Sylvain Markarian | Leader Team Flembbo           | Kawasaki Ninja 400 | 5    | 19º     |
| 2  | Iker García       | Yamaha MS Racing              | Yamaha YZF-R3      | 4    | 17º     |
| 34 | Gašper Hudovernik | Team Trasimeno                | Yamaha YZF-R3      | 3    | 29º     |